# Granatnik AGS-30
AGS-30 – rosyjski granatnik automatyczny kalibru 30 mm, opracowany w latach 90. XX wieku przez biuro konstrukcyjne KBP jako lżejsza alternatywa dla granatników AGS-17. Broń znajduje się na wyposażeniu Sił Zbrojnych Federacji Rosyjskiej oraz służb specjalnych podlegających rosyjskiemu ministerstwu spraw wewnętrznych.
Podstawowym zadaniem granatników AGS-30 jest zapewnienie wsparcia ogniowego oddziałom piechoty. W standardowej wersji broń wyposażona jest w trójnóg, a jej obsługę stanowi pojedynczy żołnierz. Dodatkowo granatniki mogą być montowane na pojazdach wojskowych, zwykle w zdalnie sterowanych wieżach.